# Политичка злоупотреба психијатрије у Совјетском Савезу
Постојала је систематска политичка злоупотреба психијатрије у Совјетском Савезу, заснована на тумачењу политички опозиционих ставова или неслагања као психијатријског проблема. То се звало „психопатолошки механизми“ неслагања.
За време руководства генералног секретара Леонида Брежњева, психијатрија је коришћена за онемогућавање и уклањање из друштва политичких противника („дисидената“) који су отворено изражавали уверења која су у супротности са званичном догмом. Термин „филозофска интоксикација“, на пример, био је широко примењиван на менталне поремећаје дијагностиковане када се људи не слажу са комунистичким вођама у земљи.
Члан 58-10 Кривичног законика из Стаљиновог доба, „ Антисовјетска агитација“, у значајној мери је сачуван у новом Кривичном законику РСФСР из 1958. године као члан 70 „Антисовјетска агитација и пропаганда“. Године 1967, у Кривични закон РСФСР-а је додат слабији закон, члан 190-1 „Ширење измишљотина за које се зна да су лажне, које клеветају совјетски политички и друштвени систем“. Ови закони су се често примењивали у вези са системом дијагнозе менталних болести, који је развио академик Андреј Снежњевски. Заједно су успоставили оквир у коме би се нестандардна уверења лако могла дефинисати као кривично дело и основ, потом, за психијатријску дијагнозу.

## Примена дијагнозе
„Антисовјетско“ политичко понашање неких појединаца – отворено против власти, демонстрације за реформу и писање критичких књига – дефинисано је истовремено као кривична дела (нпр. кршење чланова 70 или 190–1), симптоми менталне болести (нпр. обмана реформизма) и подложни већ постављеној дијагнози (нпр. трома шизофренија). У границама дијагностичке категорије, симптоми песимизма, слабе социјалне адаптације и сукоба са ауторитетима сами су били довољни за формалну дијагнозу „троме шизофреније“.
Психијатријско затварање одређених појединаца било је подстакнуто њиховим покушајима да емигрирају, да дистрибуирају или поседују забрањена документа или књиге, да учествују у протестима и демонстрацијама за грађанска права и да се укључе у забрањене верске активности. У складу са доктрином државног атеизма, верска уверења затвореника, укључујући она добро образованих бивших атеиста који су постали присталице вере, сматрана су обликом менталне болести која захтева лечење. КГБ је рутински слао дисиденте психијатрима на дијагнозу, како би дискредитовао дисидентство као производ нездравог ума и избегао срамоту коју изазивају јавна суђења. Високо поверљиви владини документи који су постали доступни након распада Совјетског Савеза потврђују да су власти свесно користиле психијатрију као средство за сузбијање неслагања.
Према Коментару пост-совјетског Закона о психијатријској заштити Руске Федерације, појединци који су били приморани да се подвргну лечењу у совјетским психијатријским медицинским установама имали су право на рехабилитацију у складу са утврђеном процедуром и могли су да траже одштету. Руска Федерација је признала да је пре 1991. психијатрија коришћена у политичке сврхе и преузела одговорност за жртве „политичке психијатрије“.
Политичка злоупотреба психијатрије у Русији се ипак наставила од пада Совјетског Савеза, а активисти за људска права и даље могу да се суоче са претњом психијатријске дијагнозе због својих легитимних грађанских и политичких активности.

### Дефиниције
Политичка злоупотреба психијатрије је злоупотреба психијатријске дијагнозе, притвора и лечења у сврху опструкције основних људских права одређених група и појединаца у друштву. То подразумева ослобађање и одлазак грађана у психијатријске установе на основу политичких, а не критеријума заснованих на менталном здрављу. Многи аутори, укључујући и психијатре, такође користе термине „совјетска политичка психијатрија“ или „казнена психијатрија“ да упућују на овај феномен.
У својој књизи Казнена медицина (1979) Александар Подрабинек је дефинисао појам „казнене медицине“, који се поистовећује са „казненом психијатријом“, као „оруђе у борби против неистомишљеника који не могу бити кажњени легалним путем“. Казнена психијатрија није ни посебан предмет ни психијатријска специјалност, већ је то хитан случај који се јавља у многим примењеним наукама у тоталитарним земљама где се чланови професије могу осећати принуђеним да служе диктату моћи. Психијатријско затварање здравих људи се сматра посебно погубним обликом репресије, а совјетска казнена психијатрија је била једно од кључних оружја како илегалне тако и легалне репресије.
Како су Владимир Буковски и Семјон Глузман написали у свом заједничком Приручнику о психијатрији за неистомишљенике, „совјетска употреба психијатрије као казненог средства заснована је на намерном тумачењу неслагања... као психијатријског проблема“.

### Инхерентна способност за злоупотребу
Дијагноза менталне болести може дати државну дозволу за задржавање лица против њихове воље и инсистирање на терапији како у интересу притвореника тако иу интересу ширег друштва. Поред тога, добијање психијатријске дијагнозе се може сматрати опресивним. У монолитној држави, психијатрија се може користити да се заобиђу стандардне правне процедуре за утврђивање кривице или невиности и дозволи политичко затварање без уобичајеног одијума који се везује за таква политичка суђења.
У периоду од 1960-их до 1986. године, злоупотреба психијатрије у политичке сврхе је била систематска у Совјетском Савезу и епизодична у другим источноевропским земљама као што су Румунија, Мађарска, Чехословачка и Југославија. Пракса затварања политичких дисидената у душевне болнице у источној Европи и бившем СССР-у нарушила је кредибилитет психијатријске праксе у овим државама и изазвала оштру осуду међународне заједнице. Психијатри су били укључени у кршење људских права у државама широм света када су дефиниције менталних болести проширене на политичку непослушност. Као што научници већ дуго тврде, владине и медицинске институције су повремено класификовале претње власти током периода политичких немира и нестабилности као облик менталне болести. У многим земљама политички затвореници су и даље понекад затворени и злостављани у менталним установама.
У Совјетском Савезу, дисиденти су често били затворени у психијатријским одељењима која се обично зову психушке. Психушка је руски иронични деминутив за „психијатријска болница“. Једна од првих казнених психушки била је Психијатријска затворска болница у граду Казању. Године 1939. прешла је под контролу НКВД-а (тајне полиције и претходника КГБ-а) по наређењу Лаврентија Берије, шефа НКВД-а. Међународни браниоци људских права као што је Валтер Рајх дуго су бележили методе помоћу којих су совјетски психијатри у болницама Психушке дијагностиковали шизофренију код политичких неистомишљеника. Западни научници нису испитивали ниједан аспект совјетске психијатрије тако темељно као њену умешаност у друштвену контролу политичких неистомишљеника.

### Под Стаљином, Хрушчовом и Брежњевом
Већ 1948. године совјетска тајна служба се заинтересовала за ову област медицине. Један од оних који су били одговорни за совјетску тајну полицију, предратни генерални тужилац и државни тужилац, заменик министра спољних послова Андреј Вишински, био је први који је наредио употребу психијатрије као оруђа репресије. Руски психијатар Пјотр Ганушкин је веровао да у класном друштву, посебно у време најтеже класне борбе, психијатрија није у стању да не буде репресивна. Систем политичке злоупотребе психијатрије развијен је на крају режима Јосифа Стаљина.
Међутим, према Александру Еткинду, казнена психијатрија није била само наслеђе Стаљинове ере. Гулаг, или Главна управа за поправне радне логоре, служио је као ефикасан инструмент политичке репресије. Није постојао убедљив захтев да се развије алтернативна и скупља психијатријска замена. Злоупотреба психијатрије била је природан производ каснијег совјетског доба. Од средине 1970-их до 1990-их, структура служби за ментално здравље СССР-а била је у складу са двоструким стандардом у друштву, а представљала су је два различита система који су углавном мирно коегзистирали, упркос периодичним сукобима између њих:
1. систем један је био казнена психијатрија. Он је директно служио властима и онима на власти, а на његовом челу је био Московски институт за судску психијатрију
2. систем два су чиниле елитне, психотерапијски оријентисане клинике. Њиме је руководио Лењинградски психонеуролошки институт[43]

Стотине болница у провинцијама комбиновале су елементе оба система.
Ако је неко тада био психички болестан, слали су га у психијатријске болнице и тамо затварали до смрти. Ако је његово ментално здравље било промењиво, али није стално био у лошем стању, он и његова карактеристика [сведочанство послодаваца, Партије и других совјетских институција] били су послати у радни логор или на стрељање. Када су почеле да се праве алузије на социјалистички легалитет, одлучено је да се такви људи процесуирају. Убрзо је постало очигледно да суђење људима који су држали антисовјетске говоре само погоршало ствари за режим. Таквим појединцима више није суђено на суду. Уместо тога, обављени су психијатријски преглед и проглашени су лудим.

## Заједничка седница, октобар 1951
Током 1950-их, психијатри Совјетског Савеза су се претворили у медицинску продужену руку совјетске државе. Претеча каснијих злоупотреба у психијатрији у Совјетском Савезу, „Заједничка седница“ Академије медицинских наука СССР-а и Управног одбора Свесавезног неуролошког и психијатријског удружења одржана је од 10. до 15. октобра 1951. године. Догађај је, наводно, био посвећен великом руском физиологу Ивану Павлову и наводно је криво неколико водећих неуронаучника и психијатара СССР-а (међу њима Груња Сухарева, Василиј Гиљаровски, Раиса Голант, Александар Шмарјан и Михаила Гуревича) за практиковања „антипавловске, антимарксистичке, идеалистичке [и] реакционарне” науке, а то је представљено као штетно за совјетску психијатрију.
Током Заједничке седнице, ови еминентни психијатри, покренути страхом, морали су јавно да признају да су њихови научни ставови погрешни и морали су да обећају да ће се придржавати „павловских“ доктрина. Ове јавне изјаве о послушности показале су се недовољним. У завршној речи, Андреј Снежњевски, водећи аутор извештаја о политици заседања, изјавио је да се оптужени психијатри „нису разоружали и настављају да остану на старим антипавловским позицијама“, чиме су нанели „озбиљну штету совјетским психијатријским истраживањима и пракса“. Потпредседник Академије медицинских наука СССР-а оптужио их је да се „марљиво клањају прљавом извору америчке псеудонауке”.  Они који су ове оптужбе артикулисали на Заједничкој седници – међу њима Ирина Стрелчук, Василиј Баншчиков, Олег Кербиков и Снежњевски – одликовали су се каријеристичком амбицијом и страхом за сопствене позиције. Није изненађујуће да су многи од њих унапређени и именовани на руководећа места убрзо након седнице.
Заједничка седница је такође имала негативан утицај на неколико водећих совјетских академских неуронаучника, као што су Петар Анохин, Алексеј Сперански, Лина Штерн, Иван Бериташвили и Леон Орбели. Они су етикетирани као антипавловци, антиматеријалисти и реакционари, а потом су смењени са својих позиција. Осим што су изгубили своје лабораторије, неки од ових научника су били подвргнути мучењу у затвору.  Московска, лењинградска, украјинска, грузијска и јерменска школа неуронауке и неурофизиологије су током неког периода оштећене због овог губитка особља. Заједничка седница озбиљно је наштетила даљем истраживању у неуронауци и психијатрији у годинама које долазе. Псеудонаука је преузела контролу.
Након претходне заједничке седнице Академије наука СССР и Академије медицинских наука СССР (28. јун–4. јул 1950.) и заједничке седнице Президијума Академије медицинских наука и Одбора свих 10-15. октобра 1951. - Савезно друштво неуропатолога и психијатара, школа Снежњевког је добила водећу улогу. Одлука из 1950. да се монопол над психијатријом препусти Павловској школи Снежњевског била је један од кључних фактора у успону политичке психијатрије. Совјетски лекари су, под подстицајем Снежњевског, осмислили „павловску теорију шизофреније“ и све више примењивали ову дијагностичку категорију на политичке дисиденте.

## Пузајућа шизофренија
Психијатријске дијагнозе као што је дијагноза „пузајућа шизофренија“ код политичких дисидената у СССР-у коришћене су у политичке сврхе. Управо је дијагноза „пузајуће шизофреније“ била најистакнутије коришћена у случајевима дисидената. Спора шизофренија као једна од нових дијагностичких категорија створена је да би се олакшало гушење дисидената и била је корен самообмане међу психијатрима да би умирили своју савест када су лекари деловали као оруђе угњетавања у име политичког система. Према извршном директору Глобалне иницијативе за психијатрију Роберту ван Ворену, политичка злоупотреба психијатрије у СССР-у је произашла из концепције да су људи који су се супротстављали совјетском режиму ментално болесни јер није било другог логичног образложења зашто би се неко противио друштвено-политичком систему који се сматра најбољим на свету. Дијагноза „пузајућа шизофренија“ био дугогодишњи концепт који је даље развијао Московска психијатријска школа, а посебно њен шеф Снежњевски и представљала је веома згодан оквир за објашњење овог понашања. 
Тежина научног мишљења је да су психијатри који су имали примарну улогу у развоју овог дијагностичког концепта следили директиве Комунистичке партије и совјетске тајне службе, или КГБ-а, и да су били добро свесни политичке употребе за које ће он бити ставити. Ипак, за многе совјетске психијатре се чинило да је „трома шизофренија“ логично објашњење за понашање критичара режима који су, у својој опозицији, изгледали спремни да угрозе своју срећу, породицу и каријеру за реформистичко уверење или идеал који толико се очигледно разликовао од преовлађујуће друштвене и политичке ортодоксије.
Снежњевски, најистакнутији теоретичар совјетске психијатрије и директор Института за психијатрију Академије медицинских наука СССР-а, развио је нову класификацију менталних поремећаја постављајући оригинални сет дијагностичких критеријума. Пажљиво осмишљен опис споре шизофреније утврдио је да психотични симптоми нису били од суштинског значаја за дијагнозу, али су симптоми психопатије, хипохондрије, деперсонализације или анксиозности били централни за то. Симптоми који се помињу као део „негативне осе“ укључивали су песимизам, лошу друштвену адаптацију и сукоб са властима, а сами су били довољни за формалну дијагнозу „троме шизофреније са оскудним симптомима“. Према Снежњевском, пацијенти са тромом шизофренијом могу се представити као квази здрави, али испољавају минималне, али клинички релевантне промене личности које би могле остати непримећене необученом оку. Тако се пацијенти са непсихотичним менталним поремећајима, или чак особе које нису ментално болесне, могу лако означити дијагнозом пузајуће шизофреније. Уз параноју, пузајућа шизофренија је била дијагноза која се најчешће користила за психијатријско затварање неистомишљеника. Према теоријама Снежњевског и његових колега, сматрало се да је шизофренија много распрострањенија него што се раније сматрало, јер се болест може манифестовати са релативно благим симптомима и може тек да напредује. Као последица тога, шизофренија је много чешће дијагностикована у Москви него у градовима других земаља, што је потврђено од стране Светске здравствене организације о шизофренији 1973. године. Град са највећом преваленцијом шизофреније у свету је био Москва. Конкретно, обим је проширен пузајућом шизофренијом јер су, према Снежњевском и његовим колегама, пацијенти са овом дијагнозом били способни да функционишу скоро нормално у социјалном смислу. Њихови симптоми могу бити као симптоми неурозе или могу имати параноични карактер. Пацијенти са параноидним симптомима задржали су известан увид у своје стање, али су преценили сопствени значај и могли су да манифестују грандиозне идеје реформисања друштва. Због тога би пузајућа шизофренија могла имати симптоме као што су „реформске заблуде“, „истрајност“ и „борба за истину“. Како је известио Виктор Стјажкин, Снежњевски је дијагностиковао реформаторску заблуду за сваки случај када пацијент „развија нови принцип људског знања, прави академију људске среће и многе друге пројекте за добробит човечанства“.
Дијагностички приступи концепције пузајуће шизофреније и параноичних стања са заблудом реформизма коришћени су само у Совјетском Савезу и неколико земаља источне Европе.
По тајном наређењу КГБ-а, хиљаде друштвених и политичких реформатора — совјетских „дисидената“ — затворено је у душевне болнице након што су им стављене дијагнозе „пузајуће шизофреније“, болести коју су измислили Снежњевски и „московска школа“ психијатрије. Амерички психијатар Алан А. Стоун је изјавио да је западна критика совјетске психијатрије била усмерена на Снежњевског лично, јер је он суштински одговоран за совјетски концепт шизофреније са испољавањем „пузајуће типа“ кроз „реформизам“ и друге симптоме. Ову дијагностичку шему можемо лако применити на неистомишљенике. Снежњевског су дуго нападали на Западу као пример психијатријског злостављања у СССР-у.  Водећи критичари су имплицирали да је Снежњевски дизајнирао совјетски модел шизофреније и ову дијагнозу како би политичко неслагање претворио у менталну болест. Оптужен је за цинично развијање система дијагнозе који би могао да се користи у политичке сврхе, а сам је дијагностиковао или је био умешан у низ познатих дисидентских случајева, и, у десетинама случајева, лично је потписао одлука комисије о правном неурачунљивости ментално здравих дисидената укључујући Владимира Буковског, Наталију Горбањевску, Леонида Пљушча, Миколу Плахотњука и Петра Григоренка.

## Почетак тренда масовне злоупотребе

### Од Хрушчова до Андропова
Кампања да се политички противници прогласе ментално болесним и да се неистомишљеници упућују у менталне болнице почела је касних 1950-их и раних 1960-их. Како је Владимир Буковски коментарисао појаву политичке злоупотребе психијатрије, Никита Хрушчов је рачунао да је немогуће да људи у социјалистичком друштву имају антисоцијалистичку свест. Кад год се манифестације неслагања нису могле оправдати као провокација светског империјализма или наслеђе прошлости, оне су само по себи биле производ менталне болести.
Сада доступни докази подржавају закључак да је систем политичке злоупотребе психијатрије пажљиво осмислио КГБ да би ослободио СССР од непожељних елемената. Према неколико доступних докумената и поруци бившег генерала Пете (дисидентске) управе украјинског КГБ Роберту ван Ворену, Јуриј Андропов је развио политичку злоупотребу психијатрије као систематски метод репресије заједно са одабраним група сарадника.
Андропов је био задужен за широку примену психијатријске репресије од тренутка када је постављен на чело КГБ-а. Постао је председник КГБ-а 18. маја 1967. Трећег јула 1967. дао је предлог за оснивање Пете управе (идеолошка контраобавештајна служба) у оквиру КГБ-а која би се бавила унутрашњом политичком опозицијом совјетском режиму. Управа је основана крајем јула и преузела је контролу над досијеима КГБ-а о свим совјетским дисидентима, укључујући Андреја Сахарова и Александра Солжењицина. Године 1968, председник КГБ-а Андропов је издао наредбу одељења „О задацима служби државне безбедности у борби против идеолошке саботаже од стране противника“, позивајући КГБ да се бори против дисидената и њихових империјалистичких господара. Његов циљ је био „уништење неслагања у свим његовим облицима“ и инсистирао је да су ставови капиталистичких земаља о људским правима, као и њихове критике Совјетског Савеза и његове сопствене политике људских права са ових позиција, праведни један део широке империјалистичке завере да се поткопају темељи совјетске државе.  Сличне идеје се могу наћи у књизи Говори и списи Андропова из 1983. објављеној када је постао генерални секретар КПСС.

### Имплементација и правни оквир
Андропов је 29. априла 1969. поднео разрађен план Централном комитету Комунистичке партије Совјетског Савеза за успостављање мреже душевних болница које би браниле „совјетску владу и социјалистички поредак“ од неистомишљеника. Да би убедио своје колеге чланове Политбироа у ризик који представљају ментално болесни, Андропов је дистрибуирао извештај из Краснодарског краја. Усвојена је тајна резолуција Савета министара СССР. Андроповљев предлог да се психијатрија користи за борбу против неистомишљеника је усвојен и спроведен.
Године 1929. СССР је имао 70 психијатријских болница и 21.103 кревета за пацијенте психијатрије. До 1935. године, капацитети су повећани на 102 психијатријске болнице и 33.772 психијатријска кревета, а до 1955. године у Совјетском Савезу је било 200 психијатријских болница и 116.000 психијатријских кревета. Совјетске власти су брзим темпом градиле психијатријске болнице и повећавале број кревета за пацијенте са нервним и менталним обољењима; између 1962. и 1974. број кревета за психијатријске пацијенте се повећао са 222.600 на 390.000. Очекивало се да ће се таква експанзија у броју психијатријских кревета наставити у годинама до 1980. Током овог периода доминантни тренд у совјетској психијатрији био је у супротности са енергичним покушајима западних земаља да се што више пацијената лечи а да не буду задржани у болницама.
Дана 15. маја 1969. године, издата је уредба совјетске владе (бр. 345–209) „О мерама за спречавање опасног понашања (дела) ментално оболелих особа“. Ова уредба је потврдила праксу да непожељне особе одводе у притвор од стране психијатара. Совјетским психијатрима је речено кога треба да прегледају и уверавани су да би могли да приведу ове особе уз помоћ полиције или да их заробе да дођу у болницу. Психијатри су се добили двоструку улогу као иследници и полицајци који хапсе. Лекари су измислили дијагнозу која је захтевала притвор и није била потребна никаква судска одлука за подвргавање појединца неодређеном притвору у психијатријској установи.
До краја 1950-их, затварање у психијатријску установу постало је најчешће коришћени метод кажњавања лидера политичке опозиције. Током 1960-их и 1970-их, суђења неистомишљеницима и њихово упућивање на „лечење” у Специјалне психијатријске болнице под контролом и надзором МВД-а изашла су на видело, а свет је сазнао за талас „психијатријског терора “ што су одлучно демантовали руководиоци Института <i>Сербски</i>.
Највећи део психијатријске репресије обухвата период од касних 1960-их до раних 1980-их. Као генерални секретар КПСС, од новембра 1982. до фебруара 1984., Јуриј Андропов је показао мало стрпљења ка унутрашњем незадовољству и наставио је политику Брежњевљеве ере затварања неистомишљеника у душевне болнице.

## Преглед и хоспитализација
Политички дисиденти су обично били оптужени по члановима 70 (агитација и пропаганда против совјетске државе) и 190-1 (ширење неистина које клеветају совјетски државни и друштвени систем) Кривичног закона РСФСР. Форензички психијатри су замољени да испитају преступнике чије психичко стање су истражни службеници сматрали ненормалним.
У скоро сваком случају, дисиденти су испитивани у Централном истраживачком институту за форензичку психијатрију Сербски у Москви, где су лица која су процесуирана пред судом за извршење политичких злочина била подвргнута форензичко-психијатријској експертизи. Након што су потврђени, оптужени и осуђени су послати на принудно лечење у Специјалне психијатријске болнице под контролом Министарства унутрашњих послова (МВД) Руске Совјетске Федеративне Социјалистичке Републике.
Оптужени није имао право жалбе. Право је дато њиховим рођацима или другим заинтересованим лицима, али им није било дозвољено да именују психијатре за учешће у евалуацији, јер су сви психијатри сматрани потпуно независним и једнако кредибилним пред законом.
Према песнику дисиденту Науму Коржавину, атмосфера на Институту Сербски у Москви променила се скоро преко ноћи када је Данил Лунтс преузео дужност шефа Четвртог одељења (иначе познатог као Политичко одељење). Раније су психијатријска одељења сматрана као места уточишта од слања у Гулаг али је политика била промењена. Први извештаји о хоспитализацији неистомишљеника из немедицинских разлога датирају из раних 1960-их, недуго након што је Георгиј Морозов именован за директора Института Сербски. И Морозов и Лунтс су били лично умешани у бројне добро познате случајеве и били су озлоглашени злостављачи психијатрије у политичке сврхе. Већина затвореника, према речима Виктора Некипелова, окарактерисала је Даниила Лунтса као „ништа бољег од лекара криминалаца који су изводили нехумане експерименте над затвореницима у нацистичким концентрационим логорима“.
Добро документована пракса била је употреба психијатријских болница као привремених затвора током две или три недеље око прославе Дана 7. новембра (октобарске револуције) и Првог маја, да се изолују „друштвено опасне” особе које би иначе могле да протестују у јавности или да манифестују друго непожељно понашање.

## Борба против злоупотреба
Шездесетих година 20. века израстао је снажан покрет који је протестовао против злоупотребе психијатрије у СССР-у. Политичка злоупотреба психијатрије у Совјетском Савезу је осуђивана током конгреса Светског психијатријског удружења у Мексико Ситију (1971), Хавајима (1977), Бечу (1983) и Атини (1989). Кампања за окончање политичке злоупотребе психијатрије у СССР-у била је кључна епизода у Хладном рату, наневши неповратну штету престижу медицине у Совјетском Савезу.

## Класификација жртава
Након анализе преко 200 добро потврђених случајева који покривају период 1962–1976, Сидни Блох и Питер Редавеј развили су класификацију жртава совјетског психијатријског злостављања. Били су класификовани као:
1. заговорници људских права или демократизације
2. националисти
3. потенцијални емигранти
4. верници
5. грађанима незгодним властима

Заговорници људских права и демократизације, према Блоху и Редавеју, чинили су отприлике половину дисидената који су потиснути путем психијатрије. Националисти су чинили отприлике једну десетину дисидентске популације која се бави психијатријом. Потенцијални емигранти су чинили око једне петине дисидената који су жртвовани путем психијатрије. Људи притворени само због своје верске активности чинили су око петнаест посто пацијената дисидента. Грађани који су неприкладни властима због својих „отпорних“ притужби на бирократске ексцесе и злоупотребе чинили су око пет одсто неистомишљеника који су били изложени психијатријском злостављању.

## Непотпуне бројке
Године 1985, Сидни Блох и Питер Редевеј дали су документоване податке о око пет стотина случајева у својој књизи Совјетско психијатријско злостављање.

### Праве размере репресије
На основу доступних података и материјала акумулираних у архиви Међународне асоцијације за политичку употребу психијатрије, може се поуздано закључити да су хиљаде неистомишљеника хоспитализоване из политичких разлога. Од 1994. до 1995. истражна комисија московских психијатара истраживала је евиденцију пет затворских психијатријских болница у Русији и открила око две хиљаде случајева политичке злоупотребе психијатрије само у овим болницама. Анатолиј Прокопенко је 2004. рекао да је изненађен чињеницама које је добио из званичних поверљивих строго поверљивих докумената Централног комитета КПСС, КГБ-а и МВД-а. Према његовим прорачунима, на основу онога што је пронашао у документима, око 15.000 људи је било затворено због политичких прекршаја или злочина у психијатријским затворским болницама под контролом МВД-а. 2005. године, позивајући се на Архив ЦК КПСС и евиденцију три специјалне психијатријске болнице — болнице Сиховскаја, Лењинград и Черњаховск — којој су активисти за људска права приступили 1991. године, Прокопенко је закључио да је психијатрија коришћена као казнена мера против око 20.000 људи из чисто политичких разлога. Ово је био само мали део укупне слике, рекао је Прокопенко. Подаци о укупном броју људи који су били задржани у свих шеснаест затворских болница иу 1.500 психијатријских болница „отвореног типа” остају непознати јер су делови архиве затворских психијатријских болница и болница уопште поверљиви и недоступни. Бројку од петнаест или двадесет хиљада политичких затвореника у психијатријским болницама које води совјетско Министарство унутрашњих послова први је изнео Прокопенко у књизи Луда психијатрија („Безумнаа психијатрија“) из 1997. године која је поново објављена 2005.
Индикацију о размерама политичке злоупотребе психијатрије у СССР-у даје рачуница Семјона Глузмана да је проценат „душевно болесних“ међу оптуженима за такозване антисовјетске активности био вишеструко већи него међу преступницима. Пажња коју су совјетски психијатри поклањали политичким затвореницима била је више од 40 пута већа од њихове пажње према обичним преступницима. Ово произилази из следећег поређења: 1–2% свих форензичко-психијатријских прегледа које је спровео Институт Сербски усмерено је на оне оптужене за антисовјетске активности; осуђени неистомишљеници у казнено-поправним установама чинили су 0,05% од укупног броја осуђених; 1–2% је 40 пута веће од 0,05%.
Према Виктору Лунејеву, борба против особа које су изразиле неслагање вршена је на много више начина од оних регистрованих у судским пресудама. Не знамо колико су тајне службе држале под присмотром, кривично одговарале, хапсиле, слале на психијатријске болнице, или које су отпуштене са посла и на све друге начине ограничаване у остваривању својих права.  Без фундаменталне анализе архивских докумената није могућа објективна процена укупног броја људи који су трпели репресију. Тешкоћа је у томе што су тражени подаци веома разноврсни и не могу се наћи у једној архиви. Расути су између Државног архива Руске Федерације, архиве Државног статистичког комитета Руске Федерације (Госкомстат), архиве Министарства унутрашњих послова РФ (МВД Русије), ФСБ Русије, РФ Генералног тужилаштва и Руског војно-историјског архива. Даљи документи се налазе у архивама 83 конститутивна ентитета Руске Федерације, у градским и регионалним архивима, као иу архивама бивших совјетских република, сада 11 независних држава Заједнице независних држава или балтичке државе.

### Прикривање података
Према речима руског психијатра Емануила Гушанског, размере психијатријских злоупотреба у прошлости, употреба психијатријских доктрина од стране тоталитарне државе су потпуно прикривене. Архиви совјетских министарстава унутрашњих послова (МВД) и здравља (Министарство здравља СССР-а), као и Института за судску психијатрију Српског, који између њих држе доказе о ширењу психијатрије и прописима који регулишу то ширење, остају потпуно затворени за истраживачи, каже Гушански. Ден Хили дели мишљење да злоупотребе совјетске психијатрије под Стаљином и, што је још драматичније, од 1960-их до 1980-их остају недовољно истражене: садржај главних архива је и даље поверљив и недоступан. Стотине досијеа о људима који су били подвргнути форензичком психијатријском прегледу у Институту Сербски у Стаљиново време налазе се на полицама високо поверљиве архиве у подруму института, где их је Глузман видео 1989. Сви су означени бројевима без имена и презимена, а сви биографски подаци које садрже су неистражени и недоступни истраживачима.
У Украјини је спроведена петогодишња студија порекла политичке злоупотребе психијатрије на основу Државног архива. Поново је прегледано укупно 60 људи. Сви су били држављани Украјине, осуђени за политичке злочине и хоспитализовани на територији Украјине. Испоставило се да ниједном од њих није било потребно психијатријско лечење.
Од 1993. до 1995. године у Комисији за рехабилитацију жртава политичке репресије радила је председничка уредба о мерама за спречавање будуће злоупотребе психијатрије. У ту сврху Анатолиј Прокопенко је одабрао одговарајуће архивске документе и, на захтев Владимира Наумова, шефа истраживања и публикација у комисији, Емануил Гушански је саставио извештај. Он је повезао архивске податке који су представљени Гушанском са материјалима добијеним током његових посета, спроведених заједно са комисијом Независне асоцијације психијатара Русије, неколико психијатријских болница строгог режима (бивше Специјалне болнице под контролом МВД), када су материјали за расправу у Комисији за рехабилитацију жртава политичке репресије били готови, посао је стао. Документи нису стигли до шефа Комисије Александра Јаковљева.
Извештај о политичкој злоупотреби психијатрије који је на захтев комисије припремио Гушански уз помоћ Прокопенка остао је необјављен, па чак ни Независни психијатријски журнал (Nezavisimiy Psikhiatricheskiy Zhurnal) није хтео да га објави. Московски истраживачки центар за људска права на челу са Борисом Алтшулером и Алексејем Смирновим и Независно удружење психијатара Русије чији је председник Јуриј Савенко били су замољени од стране Гушанског да објаве материјале и архивске документе о казненој психијатрији, али нису показали интересовање да одговоре на позив. Објављивање таквих докумената диктирано је данашњим потребама и колико се страхује да би психијатрија поново могла бити злоупотребљена у немедицинске сврхе.
Године 1988. и 1989. око два милиона људи је скинуто са психијатријског регистра на захтев западних психијатара. То је био један од њихових услова за поновни пријем совјетских психијатара у Светско удружење психијатара. Јуриј Савенко је навео различите бројке у различитим публикацијама: око милион, до милион и по, око милион и по људи скинуто са психијатријског регистра. Михаил Бујанов је навео цифру од преко два милиона људи уклоњених са психијатријског регистра.

## Теоријска анализа
Године 1990. Психијатријски билтен Краљевског колеџа психијатара објавио је чланак Принуда у психијатрији: благослов или проклетство? од руског психијатра Анатолија Корјагина. Садржи анализу злоупотребе психијатрије и осам аргумената којима се лако може демонстрирати постојање система политичке злоупотребе психијатрије у СССР-у. Како је писао Корјагин, у диктаторској држави са тоталитарним режимом, као што је СССР, закони у сваком тренутку нису служили сврси саморегулације живота друштва, већ су били једна од главних полуга помоћу којих се манипулише понашање грађана. Сваки совјетски грађанин је стално сматран државном имовином и сматран је не као циљ, већ као средство за постизање циљева владара. Из перспективе државног прагматизма, психички болесна особа се сматрала теретом за друштво, која без накнаде користи материјална средства државе и не производи ништа, па чак и потенцијално може да нанесе штету. Стога совјетска држава никада није сматрала разумним доношење посебних законских аката који штите материјално-правни део живота пацијената. Само су упутства правних и медицинских служби предвиђала одређена правила поступања са душевно болеснима и изрицања различитих санкција за њих. Особа са менталним поремећајем аутоматски је лишена свих права и у потпуности је зависила од воље психијатара. Практично свако је могао да се подвргне психијатријском прегледу по најбесмисленијим основама, а постављена дијагноза га је претворила у особу без права. Управо је овај недостатак законских права и гаранција погодовао систему репресивне психијатрије у земљи.
Према америчком психијатру Олега Лапшина, Русија до 1993. године није имала никакав посебан закон у области менталног здравља осим неусклађених упутстава и чланова закона у кривичном и управном праву, наредби Министарства здравља СССР-а. У Совјетском Савезу, сваки психијатријски пацијент је могао бити хоспитализован на захтев његовог шефа, рођака или упутстава окружног психијатра. У овом случају, пристанак или неслагање пацијента није било важно. Трајање лечења у психијатријској болници такође је у потпуности зависило од психијатра. Све то је омогућило злоупотребу психијатрије за сузбијање оних који су се супротстављали политичком режиму, а то је створило порочну праксу игнорисања права ментално оболелих.
Према Јурију Савенку, председнику Независног психијатријског удружења Русије (ИПА), казнена психијатрија настаје на основу мешања три главна фактора:
1. Идеологизација науке, њено отцепљење од достигнућа светске психијатрије, партијска оријентација совјетске форензичке психијатрије.
2. Недостатак правне основе.
3. Потпуна национализација службе за ментално здравље.

Систем интеракције три фактора је углавном социолошки: постојање члана Кривичног законика о клевети државног система неминовно резултира слањем одређеног процента грађана на форензичко психијатријско вјештачење. Дакле, није сама психијатрија та која је казнена, већ тоталитарна држава са лакоћом користи психијатрију у казнене сврхе.
Према речима Ларија Гостина, основни узрок проблема била је сама држава. Совјетски криминални систем је радикално проширио дефиницију опасности да покрије „политичке“ као и уобичајене физичке врсте „опасности“. Као што примећују Блох и Редавеј, не постоје објективни поуздани критеријуми за одређивање да ли ће понашање особе бити опасно, а приступи дефиницији опасности се у великој мери разликују међу психијатрима.
Ричард Бони, професор права и медицине на Правном факултету Универзитета Вирџиније, поменуо је деформисану природу совјетске психијатријске професије као једно од објашњења зашто се она тако лако склањала ка репресивним циљевима државе, и истакао значај цивилног друштва, а посебно независних професионалних организација одвојених и одвојених од државе, као једна од најбитнијих лекција из тог периода.
Према Норману Сарторијусу, бившем председнику Светске психијатријске асоцијације, политичка злоупотреба психијатрије у бившем Совјетском Савезу била је олакшана чињеницом да је национална класификација укључивала категорије које су се могле користити за означавање неистомишљеника, који су потом могли бити присилно затворени и држани у психијатријским болницама на „лечење”. Дерел Режје, потпредседник радне групе DSM-5, има слично мишљење да је политичка злоупотреба психијатрије у СССР-у била подржана постојањем стручне класификације развијене у Совјетском Савезу и коришћене за организовање психијатријског лечења и нега. У овој класификацији, постојале су категорије са дијагнозама које су могле бити дате политичким неистомишљеницима и које су довеле до штетних последица давања лекова људима.
Према речима московског психијатра Александра Данилина, такозвани носолошки приступ у московској психијатријској школи коју је успоставио Снежњевски своди се на способност постављања једине дијагнозе, шизофреније; психијатрија није наука, али такав систем мишљења и хиљаде људи постају жртве ових мишљења — милиони живота су осакаћени захваљујући концепту „пузајуће шизофреније“ који је једном увео академик Снежњевски, кога је Данилин назвао злочиначком државом.
Професор психијатра из Санкт Петербурга академик Јуриј Нулер напомиње да је концепт школе Снежњевског омогућио психијатрима да, на пример, шизоидну психопатију, па чак и шизоидне карактерне особине, размотре као ране, закаснеле у развоју, фазе неизбежног прогредиентног процеса, а не као инхерентне особине личности, чија динамика може зависити од различитих спољних фактора. Исто је важило и за низ других поремећаја личности. То је подразумевало изузетно проширену дијагностику пузајуће (слично неурози, психопатији) шизофреније. Упркос низу контроверзних премиса и у складу са традицијама тадашње совјетске науке, хипотеза Снежњевског је одмах добила статус догме која је касније превазиђена у другим дисциплинама, али је остала активна и примењивана у психијатрији. Концепт Снежњевског, са својим догматизмом, показао се као психолошки удобан за многе психијатре, ослобађајући их сумње приликом постављања дијагнозе. То је носило велику опасност: свако одступање од норме коју је проценио лекар могло би се сматрати раном фазом шизофреније, са свим последицама које произилазе. То је резултирало широким могућностима за добровољне и недобровољне злоупотребе психијатрије. Међутим, Снежњевски није имао грађанску и научну храброст да преиспита свој концепт чија је премиса очито била нетачна.
Према америчком психијатру Волтеру Рајху, погрешне дијагнозе дате дисидентима су резултат неких карактеристика совјетске психијатрије које су биле искривљења стандардне психијатријске логике, теорије и праксе.
Према Семјону Глузману, злоупотреба психијатрије за сузбијање неслагања заснована је на стању психијатрије у тоталитарној држави. Психијатријска парадигма тоталитарне државе крива је за своје ширење у сфере које у почетку нису у надлежности психијатрије. Психијатрија као друштвена институција, настала и функционишући у тоталитарној држави, није у стању да буде тоталитарна. Таква психијатрија је принуђена да служи два различито усмерена принципа: брига и лечење ментално оболелих грађана, с једне стране, и психијатријска репресија над људима који показују политичко или идеолошко неслагање, с друге стране. У условима тоталитарне државе појавили су се и можда ће се поново појавити самостални психијатри, али ово неколико људи не може да промени ситуацију у којој ће хиљаде других, васпитаних на погрешним псеудонаучним концептима и страху од државе, искрено веровати да неспутано, слободно мишљење грађанина је симптом лудила. Глузман наводи следећих шест премиса за ненамерно учешће лекара у злоупотребама:
1. Специфичност, у тоталитарној држави, психијатријске парадигме која је чврсто затворена од страних утицаја.
2. Недостатак правне савести код већине грађана укључујући и лекаре.
3. Непоштовање основних људских права од стране законодавца и органа за спровођење закона.
4. Деклараторна природа или непостојање законских аката који регулишу пружање психијатријске неге у земљи. СССР је, на пример, усвојио такав акт тек 1988. године.
5. Апсолутни државни патернализам тоталитарних режима, који природно доводи до доминације архаичног патерналистичког етичког концепта у медицинској пракси. Професионална свест лекара заснивала се на готово апсолутном праву да одлучује без пристанка пацијента (тј. постоји занемаривање принципа информисаног пристанка на лечење или одустајања од њега).
6. Фрустрирајуће лоши услови у болницама, који се односе пре свега на здравствену заштите неминовно су доводили до дехуманизације особља укључујући и лекаре.

Глузман каже да, наравно, може постојати другачији приступ питању које је изразио Мишел Фуко. Према Мајклу Перлину, Фуко је у својој књизи Лудило и цивилизација документовао историју коришћења институционалне психијатрије као политичког оруђа, истражио проширену употребу јавних болница у Француској у 17. веку и дошао до закључка да је „затвор [ био је] одговор на економску кризу... смањење плата, незапосленост, оскудица новца" и до 18. века психијатријске болнице су задовољиле "нераздвојиво економски и морални захтев за затварање".
Британски психијатар Дејвид Купер је 1977. поставио Фукоу исто питање које је Клод Бурде поставио Виктору Фајнбергу током конференције за штампу коју су одржали Фајнберг и Леонид Пљуш: када СССР има цео затворски и полицијски апарат, који може да преузме било кога, и који је сам по себи савршен, зашто користе психијатрију? Фуко је одговорио да није у питању искривљавање употребе психијатрије, већ је то њен основни пројекат.
Према америчком психијатру Јонасу Робитсчеру, психијатрија игра улогу у контроли девијантног понашања већ три стотине година. Скитнице, „оригинали“, ексцентрици и луталице бескућници који су учинили мало зла, али су били огорчени према друштву у којем су живели, били су, а понекад и даље, затворени у психијатријске болнице или лишени својих законских права. Неки критичари психијатрије сматрају ову праксу политичком употребом психијатриј.
Како истичу Владимир Буковски и Семјон Глузман, просечном совјетском психијатру је било тешко да разуме лоше прилагођавање дисидента совјетском друштву. Ово гледиште о дисидентској активности нема није изненађујући јер је конформизам владао у совјетској свести; јавна нетрпељивост неконформистичког понашања увек је продирала у совјетску културу; а и праг за одступање од обичаја био је слично низак.
Пример ниског прага је став доњецког психијатра Валентина Пехтерева, који тврди да психијатри говоре о неопходности прилагођавања друштву, процењују ниво друштвеног функционисања човека, његову способност да адекватно тестира стварност и тако даље. По речима Пехтерева, сви дисиденти и револуционари лоше функционишу у друштву, тешко се прилагођавају. Своју неспособност да се прилагоде друштву претварају у став да компанија квари корак и само они знају како да помогну предузећу да се реструктурира.  Дисиденти сматрају случајеве личне неприлагођености доказом јавне болести.  Што је више таквих случајева, то је лакше представити њихову личну болест као јавну.  Они гризу руку друштву које их храни само зато што им није дато право место у друштву.  За разлику од дисидената, психијатри уништавају тешко формиран одбрамбени став код неистомишљеника тако што „јавно благостање“ сматрају личним.  Психијатри ваде зубе дисидентима, наводећи да не би требало да гризу руку друштва само зато што се мала група дисидената осећа лоше што је на свом месту. Психијатри тврде да је потребно да се не лечи друштво већ дисиденти и настоје да унапреде друштво очувањем и унапређењем менталног здравља његових чланова. Након што је прочитао књигу Виктора Некипелова Институт будала, Пехтерев је закључио да су оптужбе на рачун психијатара звучале са усана занемарљивог, али гласног дела затвореника који су се, засипајући се колачима, претварали да су патници.
Према одговору Роберта ван Ворена, Пехтерев у свом чланку снисходљиво тврди да Институт Сербски и није био тако лоше место и да Некипелов преувеличава и клевеће стање у институту, али Пехтерев, чинећи то, промашује главну ствар: услове живота у Институту Сербски нису били лоши, они који су прошли психијатријски преглед били су у извесном смислу "на одмору" у поређењу са условима живота Гулага; а свеједно, сви су били свесни да је Институт Сербски више од „капија пакла“ одакле су људи слати у специјализоване психијатријске болнице у Черњаховску, Дњепропетровску, Казању, Благовешченску и другде. Њихов живот је претворен у незамисливи ужас свакодневним мучењем присилним давањем дроге, премлаћивањем и другим облицима кажњавања. Многи су полудели, нису могли да издрже оно што им се дешавало, неки су и умрли током „лечења“ (на пример, рудар из Доњецка Алексеј Никитин). О животу у психијатријском Гулагу написано је много књига и мемоара и сваки пут када их читамо ухвати нас језа  Совјетски психијатријски терор у својој бруталности и циљању на ментално болесне као најрањивију групу друштва није био сличан нацистичким програмима еутаназије. Казна смештањем у душевну болницу била је ефикасна као и затварање у мордовске концентрационе логоре у психичком и физичком разбијању особа.
Према Федору Кондратеву, стручњаку Сербски центра и присталици Снежњевског и његових колега који су развили концепт пузајуће шизофреније 1960-их, оне које је КГБ ухапсио према члану 70 Кривичног закона РСФСР („антисовјетска агитација и пропаганда“), 190-1 („ширење свесно лажних измишљотина које клеветају совјетски државни и друштвени систем“) чинили су, тих година, главну групу људи који су били на мети у периоду коришћења психијатрије у политичке сврхе. Управо су за њима почели да се трага за „психопатолошким механизмима“ па самим тим и за психичком болешћу која је дала основ да се оптужено лице призна ментално неспособним, да се одбрани од појављивања и одбране на суду, а затим да се пошаље на обавезно лечење у специјалну психијатријску болницу Министарства унутрашњих послова. Проблем (а не кривица) совјетске психијатријске науке била је њена теоријска преидеологизација као резултат строгог захтева да се строго искључе било каква одступања од „искључиво научног“ концепта марксизма-лењинизма. То се посебно показало у чињеници да је совјетска психијатрија под тоталитарним режимом сматрала да је продор у унутрашњи живот болесне особе погрешна психологизација, егзистенцијализација. Са тим у вези, није се признала могућност да се појединац може понашати „на другачији начин од других“ не само због своје менталне болести, већ само на основу својих моралних поставки у складу са својом савешћу. То је за последицу имало: ако се политичком систему супротставља особа другачија од свих других, потребно је тражити „психопатолошке механизме“ његовог неслагања. Чак и у случајевима када је катамнеза потврђивала тачност дијагнозе шизофреније, то није увек значило да су ментални поремећаји узрок неслагања са режимом и да је потребно „за то“ обавезно лечење у специјалној болници. Оно што се чини суштинским је још једна чињеница, да су се и психички болесници могли супротставити тоталитаризму, никако због својих „психопатолошких механизама“, већ као особе које су и поред дијагнозе шизофреније задржале моралне грађанске ставове. Сваки болесник са шизофренијом могао би бити дисидент ако његова савест нема мира, наводи Кондратев.
Према речима психијатра из Санкт Петербурга Владимира Пшизова, када је у питању казнена психијатрија, природа психијатрије је такве врсте да је коришћење психијатара против противника власти увек примамљиво за власти, јер је наизглед могуће не узети у обзир мишљење особе која је добила дијагнозу.  Стога ће ово питање увек остати релевантно.  Иако данас не постоји владина политика коришћења психијатрије за репресију, психијатри и бивша психијатријска номенклатура задржали су исте рефлексе у третману пацијената.
Како примећује украјински психијатар Ада Коротенко, примена казнене психијатрије је омогућила избегавање судског поступка током којег би оптужени могли изнети да им се онемогућава да јавно говоре и да им се повређују грађанска права. Постављање психијатријске дијагнозе је несигурно и може се заснивати на предубеђењу. Недостатак јасних дијагностичких критеријума и јасно дефинисаних стандарда дијагностике доприносио је примени казнене психијатрије на енергичне и даровите грађане који се не слажу са ауторитетима. Истовремено, већина психијатара склона је веровању да је таква погрешна дијагноза мање опасна од непостојања дијагнозе менталне болести.
Немачки психијатар Ханфрид Хелмхен каже да на несигурност у успостављању дијагнозе утиче другу утицаји осим медицинског, на пример, политички утицај, као што је био случај са совјетским дисидентима који су били угушени психијатријском дијагнозом, посебно оном „троме шизофреније“, како би их прихватили далеко од друштва у специјалним психијатријским болницама.
Према руском психологу Дмитрију Леонтеву, казнена психијатрија у Совјетском Савезу била је заснована на претпоставци да само лудак може ићи против јавне догме и тражити истину и правду.
К. Фулфорд, А. Смирнов и Е. Снов наводе: „Важан фактор рањивости, дакле, за злоупотребу психијатрије је субјективна природа запажања од које зависи психијатријска дијагноза. Забринутост због политичке злоупотребе психијатрије као тактике контроле неслагања редовно је изражавао амерички психијатар Томас Сас и поменуо је да су ови аутори, који су исправно нагласили природу психијатријских дијагноза оптерећене вредностима и субјективног карактер психијатријских класификација. Музиколози, драмски критичари, историчари уметности и многи други научници такође креирају своје субјективне класификације; међутим, у недостатку државно-легитимиране моћи над особама, њихове класификације не доводе до тога да било ко буде лишен имовине, слободе или живота. На пример, класификација лепоте од стране пластичног хирурга је субјективна, али пластични хирург не може да лечи свог пацијента без пацијентовог пристанка, стога не може бити било какве политичке злоупотребе пластичне хирургије. Темељ политичке медицине је принуда која се маскира у медицински третман. Оно што принуду претвара у терапију су лекари који дијагностикују стање особе као „болест“, проглашавају интервенцију коју намећу жртви „лечењем“, а законодавци и судије легитимишу ове категоризације као „болести“ и „лечења“. На исти начин, лекари-еугеничари су се залагали за убијање одређених инвалидних или болесних особа као облик лечења и за друштво и за пацијенте много пре него што су нацисти дошли на власт. Зас је тврдио да је спектакл западних психијатара који гласно осуђују совјетске колеге због злоупотребе професионалних стандарда у великој мери представљао лицемерје. Психијатријско злостављање, као што су људи који се обично повезују са праксама у бившем СССР-у, није било повезано са злоупотребом психијатријских дијагноза, већ са политичком моћи уграђеном у друштвену улогу психијатра у демократским и тоталитарним друштвима. Психијатријски и правно способни субјекти за присилну менталну хоспитализацију одувек су били „дисиденти“. Променили су се садржај и контуре неслагања. Пре америчког грађанског рата, неслагање је било конституисано тиме што је био црнац и желео да побегне из ропства. У совјетској Русији, дисидентство је конституисано жељом да се „реформише“ марксизам или да се емигрира да побегне од њега. Сарадња између психијатрије и владе доводи до онога што др Томас Сас назива „терапеутском државом“, систем у којем се неодобрене радње, мисли и емоције потискују („лече“) псеудомедицинским интервенцијама. Дакле, самоубиство, неконвенционална верска уверења, расна нетрпељивост, несрећа, анксиозност, стидљивост, сексуални промискуитет, крађа у продавницама, претерано коцкање, пушење и илегална употреба дрога се сматрају симптомима или болестима које треба излечити.
Како претпостављају Мајкл Робертсон и Гери Волтер, психијатријска моћ у практично свим друштвима се шири на основу јавне безбедности, која се, по мишљењу вођа СССР-а, најбоље одржавала репресијом против дисидентства. Према Гвен Адсхед, британском форензичком психотерапеуту у болници Броадмур, поставља се питање шта се подразумева под речју „ненормално“. Очигледно је могуће да се абнормални идентификују као „друштвено неприкладни“. Ако је то случај, социјално и политичко неслагање се медицинском терминологијом претвара у симптом и тиме постаје лични проблем појединца, а не друштвена ствар.
Према речима руског психијатра Емануила Гушанског, психијатрија је једина медицинска специјалност у којој се лекару даје право на насиље у корист пацијента. Примена насиља мора бити заснована на закону о менталном здрављу, мора бити што је могуће више транспарентна и праћена од стране представника интереса особа којима је потребан принудни преглед и лечење. Приликом хоспитализације у психијатријској болници због хитних потреба, пацијент треба да буде у пратњи рођака, сведока или других лица овлашћених да контролишу поступање лекара и органа за спровођење закона. У супротном, психијатрија постаје послушна собарица за административне и владине агенције и лишава се медицинске функције. Полиција је та која мора да притекне у помоћ грађанима и одговорна је за њихову безбедност. Тек касније, након предузимања одговарајућих законских мера за социјалну заштиту, психијатар мора да одговори на упите органа за спровођење закона и правосуђа решавањем питања принудне хоспитализације, урачунљивости и слично. У Русији процес функционише супротно. Психијатар има казнене функције, укључен је у присилну хоспитализацију, државна машина се крије иза његових леђа, заправо манипулишући доктором. Полиција нерадо истражује преступе које су починили ментално болесни. Након добијања информација о њиховој болести, истражни органи врло често обустављају истрагу и не доводе је на ниво истражних радњи. На тај начин психијатрија служи као извор неправедности и стигматизације како психијатара, тако и особа са менталним поремећајима. Негативан став према психијатрима је тиме подржан од стране државне машинерије и праћен агресијом на лекаре, која се појачава у периодима друштвених немира.
Владимир Буковски, добро познат по својој борби против политичке злоупотребе психијатрије у Совјетском Савезу, објаснио је да је коришћење психијатрије против дисидената било употребљиво за КГБ јер хоспитализација није било временски орочено и, као резултат тога, било је случајева када су дисиденти били држани у психијатријским затворским болницама 10 или чак 15 година. „Када те напумпају дрогом, могу да забораве на тебе“, рекао је и додао: „Видео сам људе који су у суштини годинама спавали“.
Амерички председник Роналд Реган приписао је став да је „брутални третман совјетских дисидената био последица бирократске инерције“.

## Преостали проблеми
По мишљењу председнице Московске Хелсиншке групе Људмиле Алексејеве, приписивање менталне болести истакнутој личности која је изашла са политичком декларацијом или акцијом је најзначајнији фактор у процени у психијатрији СССР током 1960-1980-их. Пракса присилног затварања политичких дисидената у психијатријске установе у бившем СССР-у и источној Европи уништила је кредибилитет психијатријске праксе у овим земљама. Када је психијатријска професија дискредитована у једном делу света, психијатрија је дискредитована у целом свету. Психијатрија је у потпуности изгубила своју професионалну основу када је била злоупотребљена за гушење дисидентства у бившем СССР-у и у програму еутаназије у нацистичкој Немачкој. Нема сумње да је способност употребе психијатрије за спровођење друштвених норми, па чак и политичких интереса огромна.
Како наводи Емануил Гушански, данас је субјективни став руског пацијента према медицинском психологу и психијатру дефанзивне природе што спречава покушаје адекватних стручњака да се разуме пацијент и помогне му да процени његово стање. Такав став је повезан са сталним, подсвесним страхом од психијатара и психијатрије. Овај страх је узрокован не само злоупотребом психијатрије, већ и сталним насиљем у тоталитарном и посттоталитарном друштву. Психијатријско насиље и психијатријска ароганција као једна од манифестација таквог насиља везује се за примарни нагласак на симптоматологију и биолошке узроке болести, уз игнорисање психолошких, егзистенцијалних и психодинамичких фактора. Гушаински примећује да савремена руска психијатрија и структура пружања заштите менталног здравља нису усмерени на заштиту права пацијента на сопствено место у животу, већ на дискредитацију таквог права, откривање симптома и изолацију пацијента.
Психијатар је постао страшило које лепи психијатријске етикете.  Њега се људи боје, не поверавају му и траже само лекове. Психијатријске етикете, или стигме, толико су се рашириле да не постоји таква ствар као што је медиј који не назива особу која му се не свиђа шизо и не генерализује психијатријске процене на феномене јавног живота. Реч психушка ушла је у свакодневни речник. Све особе које одступају од уобичајених стандарда мишљења и понашања проглашавају се ментално болеснима, уз одобравајући подсмех јавности. Није изненађујуће да се током такве стигматизације људи са стварним менталним поремећајима изразито плаше. Психолог из Вилњуса Олег Лапин има исту поенту да политичари и штампа придају психолошке, психијатријске и медицинске етикете; додаје да је психијатрија добила нови статус нормализације живота који је раније поседовала религија. Раније се могло рећи: идеш против Бога или је Бог са нама; сада се може рећи: ја се понашам разумно, адекватно, а ти се не понашаш тако. Године 2007. Александар Дугин, професор Московског државног универзитета и саветник председника Државне Думе Сергеја Наришкина, представио је противнике политике Владимира Путина као ментално болесне рекавши: „Више нема противника Путинове политике, и ако их има, психички су болесни и треба их послати на профилактички здравствени преглед“. У московским регионалним психијатријским новинама из 2012. године, психијатар Диља Еникејева је, кршећи медицинску приватност и етику, објавила дијагнозу хистрионског поремећаја личности, коју је у одсуству дала Ксенији Собчак, руској ТВ водитељки и члану политичке опозиције, и изјавила да је Собчак штетна за друштво.
Роберт ван Ворен је приметио да је након пада Берлинског зида постало очигледно да је политичка злоупотреба психијатрије у СССР-у само врх леденог брега, и да је то знак да је много више тога у основи погрешно. Ова много реалистичнија слика совјетске психијатрије појавила се тек након што је совјетски режим почео да попушта свој стисак у друштву и касније изгубио контролу над развојем догађаја и на крају се потпуно распао. Показало се да је стварна ситуација много тежа и да су многи појединци били погођени. Милиони појединаца лечени су и стигматизовани од стране застареле биолошки оријентисане и болничке службе за ментално здравље. Услови живота у клиникама били су лоши, понекад чак и ужасни, а кршења људских права су била све већа. Према подацима пописа објављеним 1992. године, смртност оболелих од шизофреније премашила је смртност опште популације за 4–6 пута у доби од 20–39 година, за 3–4 пута у доби од 30–39 година, за 1,5–2 пута за узраст преко 40 година (веће вредности су за жене).
Према Роберту ван Ворену, иако су неколико година, посебно након имплозије СССР-а и током првих година владавине Бориса Јељцина, позиције совјетских психијатријских вођа биле угрожене, сада се може чврсто закључити да су успели да преброде кризни период и задрже моћне позиције. Такође су успели да избегну прилив савремених концепата пружања заштите менталног здравља и фундаменталну промену у структури психијатријских служби у Русији. Све у свему, у Русији је утицај реформатора система менталног здравља био најмањи. Чак су и реформски напори учињени у местима као што су Санкт Петербург, Томск и Калињинград посустали или су заустављени јер је центристичка политика под Путином вратила институције под контролу.
Током читавог посткомунистичког периода, фармацеутска индустрија је углавном била препрека спровођењу реформи. Фармацеутске компаније и њихови заступници су велику пажњу усмеравали на доступност лекова, а не на услуге психо-социјалне рехабилитације, и совјетска фармацеутска индустрија је веома стимулисала корупцију у области менталног здравља.
На прелазу у 21. столеће, психијатријска реформа коју је спровео Франко Басаља у Италији постала је позната и јавно је проглашена за спровођење у Русији, са циљем смањења трошкова. Али када је постало јасно да је за реформу потребно још више новца, она је запела на исти начин као што је то учинила реформа војске и многи други подухвати. Русија деценијама заостаје за земљама Европске уније у реформи менталног здравља, која је у њима већ спроведена или се спроводи. Док руско друштво, каже Гушански, не буде свесно потребе за реформом менталног здравља, живећемо у атмосфери анимозитета, неповерења и насиља. Многи стручњаци верују да се проблеми шире изван психијатрије на друштво у целини. Упркос руском Закону о менталном здрављу из 1992. године, принудна психијатрија у Русији остаје генерално нерегулисана и обликована истим трендовима ка хипердијагнозама и превеликом ослањању на институционалну негу карактеристичном за совјетски период.
У совјетско време, душевне болнице су често отваране у бившим манастирима, касарнама, па чак и концентрационим логорима. Софија Доринскаја, активисткиња за људска права и психијатар, каже да је видела бивше осуђенике који десет година живе у руској душевној болници и да ће тамо остати до дана смрти јер немају свој дом. Деинституционализација није дотакла многе болнице, а људи и даље умиру у њима. 
Неки извори наводе да у скорашњем периоду руску психијатрију сада воде исти психијатри који су били на челу психијатрије у совјетско време и да се руски психијатријски систем се готово није променио.Према упозорењу које је 2010. године на истом Конгресу изнео Јуриј Савенко, проф. Анатолиј Смулевич, аутор монографија Problema Paranoyi (The Problem of Paranoia) (1972) и Maloprogredientnaya Shizofreniya (Continuous Sluggish Schizophrenia) (1987), који је допринео хипердијагнози „пузајуће шизофреније“, поново је почео да обавља исту улогу као раније. Недавно су под његовим утицајем терапеути почели да широко користе антидепресиве и антипсихотике, али често у неадекватним случајевима и у неодговарајућим дозама, без консултација са психијатрима. Ова ситуација је отворила огромно ново тржиште за фармацеутске фирме. Смулевич заснива дијагнозу континуиране пузајуће шизофреније, посебно на изгледу и начину живота и наглашава да се у слици негативних промена приказује разлика између задржавања менталне активности (а понекад и прилично високе способности за рад) и маниризма., необичности особиног изгледа и целокупног начина живота.
Према речима доктора правних наука Владимира Овчинског, регионалне разлике у извештајима судско-психијатријских вештака су упадљиве. На пример, у неким регионима Русије, 8 или 9 процената свих испитаника је проглашено здравим; у другим регионима до 75 одсто свих испитаника је проглашено здравим. У неким регионима мање од 2 процента испитаника је проглашено шизофреничарима; у осталим регионима до 80 одсто испитаника је проглашено шизофреничарима.
У априлу 1995. године, Државна дума је разматрала први нацрт закона који би успоставио Државну медицинску комисију са психијатром која би потврдила компетентност председника, премијера и високих савезних политичких званичника за испуњавање одговорности својих функција. Украјински психијатар Ада Коротенко је 2002. године изјавила да се данас поставља питање о употреби психијатрије за сређивање политичких рачуна и успостављање психијатријске контроле над људима који се боре за власт у земљи. Године 2003. сугестију да се психијатрија користи за спречавање и отпуштање званичника са њихових позиција подржао је Александар Подрабинек, аутор књиге Казнена медицина, монографије од 265 страница која се бави политичким злоупотребама психијатрије у Совјетском Савезу. Он је предложио да људи који траже високе позиције или се кандидују за посланике треба да донесу из психијатријског диспанзера референцу да су здрави и да би требало да буду подвргнути психијатријском прегледу у случају непримереног понашања. Забринути због овог проблема, власти су одлучиле да се руски Закон о менталном здрављу не примењује на високе званичнике и правосуђе на основу тога што им је додељен парламентарни или судски имунитет. Психијатру који прекрши ово правило може бити одузета дипломе и може бити осуђен на затворску казну. Руски психијатри су 2011. поново покушали да промовишу идеју да се нечија изразита тежња за моћи сама по себи може сврстати у психопатске симптоме и да постоји статистика око 60 одсто актуелних лидера држава који пате од различитих облика менталних абнормалности.

## Документи и мемоари
Докази о злоупотреби психијатрије у политичке сврхе у Совјетском Савезу документовани су у бројним чланцима и књигама. Неколико националних психијатријских удружења је прегледало и поступило по овој документацији.
Широко познати извори, укључујући објављене и писане мемоаре жртава психијатријске самовоље, преносе моралне и физичке патње које су жртве доживљавале у специјалним психијатријским болницама СССР-а.

### Документација Самиздата
У августу 1969. Наталија Горбаневскаја је завршила Noon („Полдень“), књигу о случају демонстрација 25. августа 1968. на Црвеном тргу и почела да је циркулише у самиздату. Преведена је на енглески и објављена под насловом Red Square at Noon. Делови књиге описују Специјалне психијатријске болнице и психијатријске прегледе дисидената. Књига укључује „О специјалним психијатријским болницама“, чланак који је написао Пјотр Григоренко 1968. године.
Године 1971, браћа близанци Жорес Медведев и Рој Медведев објавили су у Лондону свој заједнички извештај о искуству Жореса који је затварању у психијатријску болницу и совјетској пракси дијагностиковања политичких опозиционара као ментално болесних у Лондону, на енглеском Question of Madness: Repression by Psychiatry in the Soviet Union и руском (Who is Mad? „Кто сумасшедший”).
Мемоарску књигу Јурија Малцева Извештај из луднице („Репортаж из сумасшедшего дома“), објавила је њујоршка издавачка кућа Нови зхурнал 1974.
Године 1975. објављен је чланак Виктора Фајнберга „Мојих пет година у душевним болницама”, који је емигрирао у Француску претходне године након четири године у Лењинградској специјалној психијатријској болници.

### Професионална удружења и групе за људска права
Различити документи и извештаји објављени су у Информативном билтену Радне комисије за злоупотребу психијатрије у политичке сврхе и материјали су кружили у самиздаут Хроника актуелности. Други извори су документи Московске хелсиншке групе и књиге Александра Подрабинека (Казнена медицина, 1979) Анатолиј Прокопенко (Луда психијатрија, 1997, „Безумнаа психитриа“) и Владимир Буковски (Пресуда у Москва, 1994). Овоме се може додати Soviet psychiatry – fallacies and fantasy ауторки Аде Коротенко и Наталије Аликине („Советскаа психиатриа. Заблуждениа и умисел“) и Executed by Madness, 1971 („Казнимие сумасшествием“).
Године 1972, 1975, 1976, 1984. и 1988. United States Government Printing Office објавила је документе о политичкој злоупотреби психијатрије у Совјетском Савезу.
Од 1987. до 1991. године, Међународно удружење за политичку употребу психијатрије (IAPUP) објавило је четрдесет и два тома Документа о политичкој злоупотреби психијатрије у СССР-у . Данас их чувају библиотеке Универзитета Колумбија у архивској колекцији под насловом Human Rights Watch Records: Helsinki Watch, 1952–2003, Series VII: Chris Panico Files, 1979–1992, USSR, Psychiatry, International Association on the Political Use of Psychiatry, Box 16, Folder 5–8 (English version) and Box 16, Folder 9–11 (Russian version).
Британско медицинско удружење је 1992. објавило неке документе на ту тему у Медицине Бетраиед: Учешће доктора у кршењу људских права.

### Мемоари
Године 1978. књига I Vozvrashchaetsa Veter... (И ветар се враћа...) Владимира Буковског, који описује дисидентски покрет, њихову борбу или слободу, праксу обрачуна са неистомишљеницима и десетине година које је Буковски провео у совјетским радним логорима, затворима и психијатријским болницама, објављеној а касније је преведена на енглески под насловом Да изградим замак: Мој живот као дисиденти.
Леонид Пљуш је 1979. године објавио своју књигу Na Karnavale Istorii (На историјском карневалу) у којој је описао како су он и други дисиденти били смештени у психијатријске болнице. Исте године књига је преведена на енглески под насловом History's Carnival: A Dissident's Autobiography.
Године 1980. објављена је књига Јурија Белова Размишљање не толко о Сицховке: Рославл 1978 (Рефлецтионс нот онли он Сицховка: Рославл 1978).
Године 1981. Пјотр Григоренко је објавио своје мемоаре В Подполие Мозхно Встретит Толко Крис (У подземљу се могу срести само пацови), који укључују причу о његовим психијатријским прегледима и хоспитализацијама. Године 1982. књига је преведена на енглески под насловом Мемоари.
Године 1982, совјетски филозоф Пјотр Абовин Јегидес објавио је чланак Паралогизми политсеискои психиатрии и их соотносхение с медитсинскои етикои (Паралогизми полицијске психијатрије и њихов однос са медицинском етиком).
Године 1983. књига Јевгенија Николајева Предавшие Гипократа (Издајице Хипократа), преведена са руског на немачки под насловом Гехирнвасцхе ин Москау (Испирање мозга у Москви), први пут је изашла у Минхену и говорила о психијатријском притвору свог аутора из политичких разлога. Године 1984. књига под оригиналним насловом је први пут објављена на руском језику на којем је књига првобитно била написана.
Јуриј Ветохин је 1983. објавио своје мемоаре Склонен к Побегу преведену на енглески под насловом Склон бекству 1986.
Роберт ван Ворен је 1987. објавио своју књигу Корјагин: Човек који се бори за људско достојанство у којој говори о психијатру Анатолију Корјагину који се опирао политичкој злоупотреби психијатрије у Совјетском Савезу.
Године 1988. објављен је Репортаж из Ниоткуда (Репортажа ниоткуда) Виктора Рафалског. У публикацији је описао своје заточеништво у совјетским психијатријским болницама.
Године 1993. Валерија Новодворскаја је објавила своју збирку списа По Ту Сторону Отцхаианииа (Изван очаја) у којој је описано њено искуство у затворској психијатријској болници у Казању.
Владимир Буковски је 1996. објавио своју књигу Московски процес (Московско суђење) која садржи извештај о развоју казнене психијатрије на основу докумената које је поднео и разматрао Политбиро Централног комитета Комунистичке партије Совјетског Савеза. Књига је преведена на енглески 1998. године под насловом Обрачун са Москвом: Нирнбершки процес совјетским агентима и западним супутницима.
Николај Купријанов је 2001. објавио своју књигу ГУЛАГ-2-СН која садржи предговор Анатолија Собчака, покрива репресивну психијатрију у Совјетској армији и говори о понижењима која је Купријанов претрпео на психијатријским одељењима болнице Северне флоте и Војномедицинске академије С. М. Киров.
Форензички психијатар из Санкт Петербурга Владимир Пшизов је 2002. године објавио своју књигу Синдром затвореног простора у којој описује хоспитализацију Виктора Фајнберга.
Године 2003. објављена је књига Моја судба и моја борба против психијатара (Моја судбина и моја борба против психијатара) од стране Анатолија Серова, који је радио као водећи инжењер дизајна пре него што је отишао у психијатријску болницу.
Александар Шатравка је 2010. године објавио своју књигу Побег из раја (Бекство из раја) у којој је описао како су он и његови сапутници ухваћени након што су илегално прешли границу између Финске и Совјетског Савеза да би побегли из ове друге земље и као резултат тога, били су затворени у совјетске психијатријске болнице и затворе. У својој књизи описао је и методе бруталног поступања према затвореницима у установама.
Године 2012, супруга совјетског дисидента Владимира Кхаила објавила је своју књигу Подвргнута интензивном прогону.
2014. изашла је књига Жа Жолтој Стеној (Иза жутог зида) Александра Августа, бившег затвореника совјетских психијатријских болница који у својој књизи описује шири круг њихових становника него што то обично чини литература о том питању.

### Литерарни рад
Године 1965. Валериј Тарсис је на Западу објавио своју књигу Одељење 7: аутобиографски роман засновану на сопственом искуству 1963–1964. када је био заточен у московској психијатријској болници Кашченко из политичких разлога. Књига је била прво књижевно дело које се бавило злоупотребом психијатрије од стране совјетских власти.
Године 1968. руски песник Јосиф Бродски написао је Горбунов и Горчаков, четрдесет страница дугу песму у тринаест певања која се састоји од дугих разговора између два пацијента у совјетском психијатријском затвору, као и између сваког од њих посебно и психијатара који испитују. Теме варирају од укуса купуса који се служи за вечеру до смисла живота и судбине Русије. Песму је на енглески превео Хари Томас. Искуство у основи Горбунова и Горчакова формирано је на основу два боравка Бродског у психијатријским установама.
Британски драматург Том Стопард је 1977. године написао драму Every Good Boy Deserves Favour која је критиковала совјетску праксу третирања политичког неслагања као облика менталне болести. Представа је посвећена Виктору Фајнбергу и Владимиру Буковском, двојици совјетских дисидената протераних на Запад.
У роману Firefox Down Крејга Томаса из 1983. године, заробљени амерички пилот Мичел Гант је затворен у психијатријској клиници КГБ-а „повезаној са Институтом Сербски“, где је дрогиран и испитиван да би га приморао да открије локацију авиона Фајерфокс, који је он је украо и одлетео из Русије.

### Документарни филмови
О употреби психијатрије у политичке сврхе у СССР-у се говорило у неколико телевизијских документарних филмова:
- They Chose Freedom у продукцији Владимира В. Кара-Мурзе 2005.[236]
- Prison Psychiatry, продуцирао Анатолиј Јарошевски са НТВ-а 2005.[237]
- Parallels, Events, People (епизода Казнена психијатрија ) коју је продуцирала Натела Болтјанскаја за Глас Америке 2014.[238]
- Психијатријске праксе у Совјетском Савезу (ТВ интервју), у продукцији C-SPAN 17. јула 1989. уз учешће Вилијама Фаранда, Петера Редаваја, Дарела Региера, који су били чланови америчке делегације током посете совјетским психијатријским установама у фебруару 1989. године.[239]